# .40-60 Winchester
.40-60 Winchester' (або .40-60 WCF) фланцевий, конічний гвинтівковий набій центрального запалення розроблений для використання у важільних гвинтівках виробництва Winchester Repeating Arms Company у 1884 році.

## Опис та продуктивність
.40-60 Winchester гвинтівковий набій центрального запалення призначений для полювання на велику дичину. За номенклатурою тієї епохи набій .40-60 містив кулю діаметром 0,40 дюйма (10 мм) з зарядом у 60 гранів (3,9 г) димного пороху. 

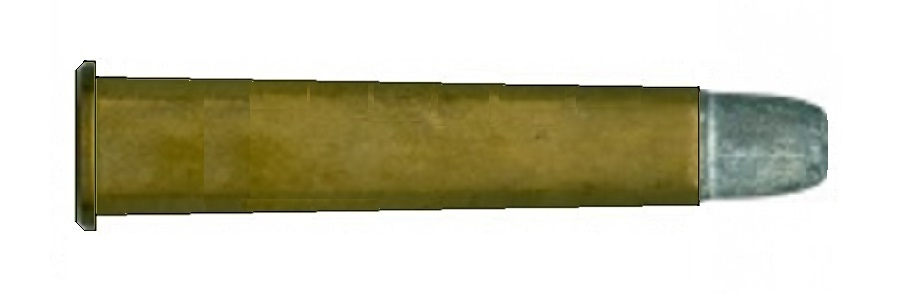
Набій .40-60 WCF.

Компанія Winchester Repeating Arms Company розробила набій .45-60 Winchester для утримання кулі з покращеною балістикою для гвинтівки Winchester Model 1876. Через два роки важільну гвинтівку Model 1876 замінила більш міцніша та надійніша важільна гвинтівка Winchester Model 1886 під більш довші набої з важчими кулями. Набій .40-60 і схожі короткі набої розроблені під гвинтівку Model 1876 є застарілими, оскільки мисливці 20-го століття надають перевагу більш потужним набоям з бездимним порохом, які розроблено для більш потужних гвинтівок. Компанія Winchester припинила виробництво набоїв .40-60 під час великої депресії.

## Параметри

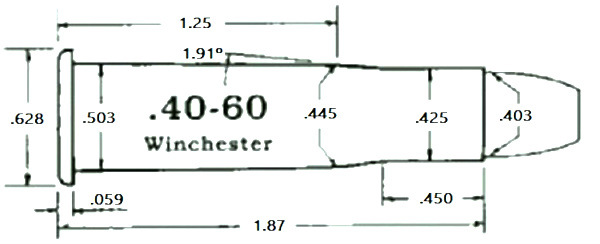